# إيرين دونوهيو
إيرين دونوهيو (بالإنجليزية: Erin Donohue)‏ هي منافسة ألعاب القوى أمريكية، ولدت في 8 مايو 1983.

## وصلات خارجية
- إيرين دونوهيو على موقع الاتحاد الدولي لألعاب القوى (الإنجليزية)
- إيرين دونوهيو على موقع الاتحاد الأمريكي لسباقات المضمار والميدان (الإنجليزية)
- إيرين دونوهيو على موقع الدوري الماسي (الإنجليزية)
- إيرين دونوهيو على موقع اللجنة الأولمبية الدولية (الإنجليزية)
- إيرين دونوهيو على موقع أوليمبيديا (الإنجليزية)
- إيرين دونوهيو على موقع اللجنة الأولمبية والبارالمبية الأمريكية (الإنجليزية)